# 双板山兰
双板山兰（学名：Oreorchis bilanmellata）为兰科山兰属下的一个种。

## 扩展阅读
- 維基物種上的相關：双板山兰